# Paralelní vzpomínky (Hvězdná brána)
Paralelní vzpomínky je 12. epizoda 9. řady sci-fi seriálu Hvězdná brána.

## Děj
SG-1 navazuje diplomatické vztahy s Galarany, mírně pokročilou lidskou civilizací. SG-1 zjistí, že vědci z tohoto světa, nedávno postavili zařízení založené na goa'uldské technologii, která může implantovat vzpomínky jednoho člověka na druhého, odstranit vzpomínky, nebo dokonce vytvořit nové. Věří, že zařízení by mohlo revolučním způsobem urychlit vývoj jejich společnosti, kdy se znalostí jedné generace by byly snadno a rychle předány na další, což snižuje čas a náklady na výchovu nové generace lidí.
Podplukovník Cameron Mitchell sám na sobě vyzkouší tuto úžasnou technologii. Mitchell se sblíží s vedoucím projektu, Dr. Reyou Varrickovou. Dr. Varricková pozve Mitchella do svého bytu. Když se Mitchell ráno probudí, má ruce od krve a očividně si pamatuje, že spáchal vraždu Dr. Varrickové.
Úřady zatknou Mitchella, ale vyslanec Varta mu dává milost, ve snaze udržet jednání mezi tímto světem a Zemí. Mitchell milost odmítne a prosazuje šetření, protože věří, že vzpomínka na vraždu je falešná a pravděpodobně implantovaná do jeho mysli pomocí přístroje. Tímto se dostává do nebezpečné pozice, protože jako trest za vraždu, pokud bude odsouzen, bude smrt. S pomocí dvou vědců zapojených do projektu Amura a Marella, je Mitchell připojený k počítači připraven skenovat podezřelou vzpomínku. Před zahájením, vědci testují dvě významné skutečné vzpomínky z minulosti Mitchella. Po opakovaném proskenování vzpomínky na vraždu je zjištěno, že vzpomínka vypadá skutečná. Toto rozzlobí Marella, který se přizná, že byl s Dr.Varrickovou ženatý, ale žili odděleně.
Teal'c a Dr. Daniel Jackson mezitím hledají v evidenci Dr. Varrickové, ale jsou frustrovaní, že některé části jsou cenzurovány. Když Varta zjistí výsledky skenu paměti navrhne možnost poslání Mitchella zpět na Zemi a ututlání vraždy, Daniel Jackson hrozí, že by se zabránilo spojenectví se Zemí.
V laboratoři, Mitchell opět podstoupí sken paměti. Tentokrát s použitím vzpomínky s podobným emocionálním obsahem na vraždu. Používají vzpomínku, ve které v F-16 bombardoval cíle, které měly v té době byly identifikovány jako nepřátelské, ale vzápětí se dozvěděl, že to byli nevinní uprchlíci. Při srovnání dvou případů, kdy Mitchell musel zabít nevinné lidi a vraždou Dr. Varrickové, je dokázáno, že Mitchell je opravdu nevinný. Na naléhání Mitchella, Marell skenuje paměť hlouběji, aby se pokusil odhalit totožnost skutečného vraha. V paměti, vidí Mitchell svůj odraz v zrcadle, ale tvář je rozmazaná. Marell jde ještě hlouběji a tvář se brzy ukázala - je to Marell. Po odpojení Mitchella od přístroje, Amuro zjistí, že Marell vymazal své vlastní vzpomínky na vraždu Dr. Varickové poté, co implantoval vzpomínky Mitchellovi.
Později je vzpomínka na vraždu odstraněna z paměti Mitchella a SG-1 zjistí, že Marellovi byla paměť změněna a teď je přesvědčen, že Dr. Varricková zahynula při nehodě.
V SGC, mluví Mitchell s generálem Landrym, který ví o jeho minulosti ze služebních záznamů. Je zjištěno, že Mitchell po incidentu s uprchlíky málem odešel od armády, ale jeho otec jej přesvědčil, aby tak nečinil.